# Catalyst: Una novela de Rogue One
Star Wars: Catalyst: A Rogue One Novel (titulada en España, Catalizador y en Latinoamérica mantiene el nombre Catalyst)es una novela de ciencia ficción escrita por James Luceno que se publicó el 15 de noviembre de 2016. Está ambientado en el universo de Star Wars y tiene lugar en el período desde las Guerras Clon hasta un par de años después de La Venganza de los Sith, y sirve como preludio de la película de 2016 Rogue One: Una historia de Star Wars. Relata la historia del proyecto de la República Galáctica y más tarde del Imperio Galáctico para desarrollar su superarma, la Estrella de la Muerte desde la perspectiva de los personajes Orson Krennic y Galen Erso. La novela sirve para crear una historia de fondo tanto para Rogue One como para la original Star Wars (1977).
Catalyst se anunció en julio de 2016 en el evento Star Wars Celebration Europe en Londres durante una sesión del panel de Star Wars Publishing.

## Personajes
- Galen Erso: científico involucrado en la investigación de cristales de energía y enriquecimiento de energía, y viejo amigo del teniente comandante Krennic.
- Lyra Erso: la esposa de Galen y madre de Jyn.
- Teniente comandante Orson Krennic: Comandante del Cuerpo de Ingenieros de la República, Grupo de Armas Especiales.
- Comandante Wilhuff Tarkin: ayudante general de la Armada de la República.
- Capitán Has Obitt: Contrabandista dresselliano
- Saw Gerrera: Contrabandista y exsoldado.
- Archiduque Poggle el Menor: Líder del planeta de Geonosis.
- Jyn Erso: la hija de Galen y Lyra.
- Vicecanciller Mas Amedda: Visir del Emperador Palpatine y supervisor de la construcción de la estación de batalla

## Recepción
Megan Crouse de Den of Geek le dio a Catalyst una calificación de 3,5/5. Amy Ratcliff de Nerdist, describió Catalyst como una lectura emocionante, pero no exenta de defectos. Jim Lehane, del sitio web Adventures In Poor Taste, dijo que Catalyst fue revelador, pero solo la mitad de la historia. Books-a-Million calificó la novela con 4,8/5.

## Publicación
Catalyst se lanzó en versión electrónica y de tapa dura el 15 de noviembre de 2016. Se lanzó una edición para el mercado masivo el 2 de mayo de 2017, el mismo día en que Disney Lucasfilm Press lanzó Star Wars: Rebel Rising, que sigue los eventos de Catalyst.

## Secuelas
La conclusión de Catalyst conduce a los primeros eventos de la novelización de la película Rogue One, publicada en diciembre de 2016. La historia de Jyn Erso durante el período desde el prólogo de Rogue One hasta los eventos posteriores de esa película y novela se cuenta en la novela Star Wars: Rebel Rising, publicada en tapa dura en 2017.